# قاي دوبويه
قاي دوبويه هو لاعب هوكي جليد كندي، ولد في 10 مايو 1970 في مونكتون في كندا.

## وصلات خارجية
- قاي دوبويه على موقع دوري الهوكي الوطني (الإنجليزية)
- قاي دوبويه على موقع EliteProspects.com (الإنجليزية)
- قاي دوبويه على موقع Eurohockey.com (الإنجليزية)
- قاي دوبويه على موقع HockeyDB.com (الإنجليزية)